# Giro d’Italia 2012
95. edycja wyścigu kolarskiego Giro d’Italia odbyła się w dniach 5–27 maja 2012. Liczyła sobie dwadzieścia jeden etapów, o łącznym dystansie 3503,9 km. Wyścig ten zaliczany był do rankingu światowego UCI World Tour 2012.
Wyścig rozpoczęła jazda indywidualna na czas w duńskim mieście Herning, a jego ostatni akt miał miejsce w Mediolanie.

## Uczestnicy
Na starcie wyścigu stanęli kolarze 22 zespołów. Wśród nich znalazły się wszystkie osiemnaście ekip UCI World Tour 2012 oraz cztery inne, zaproszone przez organizatorów.
W wyścigu wystartowało siedmiu polskich kolarzy: z 6. numerem startowym Przemysław Niemiec z Lampre ISD, ze 123. Maciej Bodnar i ze 128. Sylwester Szmyd (obaj z Liquigas-Cannondale), z numerem 154. Michał Gołaś i ze 157. Michał Kwiatkowski (obaj Omega Pharma-Quick Step), ze 195. Bartosz Huzarski (Team NetApp) i z 216. Tomasz Marczyński z Vacansoleil-DCM.
Do mety w Mediolanie dojechało 6 Polaków. Wyścigu nie ukończył Tomasz Marczyński, który na 12. etapie przekroczył limit czasu.
Najwyższe miejsce wśród wymienionej szóstki zajął Sylwester Szmyd – 28. pozycja. Nieco dalej uplasował się Przemysław Niemiec, zajmując 39. miejsce. Bartosz Huzarski zajął 70. lokatę, Michał Gołaś 93., Maciej Bodnar 117., a Michał Kwiatkowski ukończył swój pierwszy Grand Tour na 136. pozycji.
Lista drużyn uczestniczących w wyścigu:
| Numery  | Kod | Drużyna                                       |
| ------- | --- | --------------------------------------------- |
| 1-9     | LAM | Lampre ISD                                    |
| 11-19   | ALM | AG2R-La Mondiale                              |
| 21-29   | AND | Androni Giocattoli                            |
| 31-39   | AST | Pro Team Astana                               |
| 41-49   | BMC | BMC Racing Team                               |
| 51-59   | COG | Colnago-CSF Bardiani                          |
| 61-69   | EUS | Euskaltel-Euskadi                             |
| 71-79   | FAR | Farnese Vini-Selle Italia                     |
| 81-89   | FDJ | FDJ-BigMat                                    |
| 91-99   | GRM | Garmin-Barracuda                              |
| 100-109 | GEC | Orica-GreenEDGE Cycling Team (bez numeru 108) |

| Numery  | Kod | Drużyna                 |
| ------- | --- | ----------------------- |
| 111-119 | KAT | Team Katusha            |
| 121-129 | LIQ | Liquigas-Cannondale     |
| 131-139 | LTB | Lotto-Belisol           |
| 141-149 | MOV | Team Movistar           |
| 151-159 | OPQ | Omega Pharma-Quick Step |
| 161-169 | RAB | Rabobank Cycling Team   |
| 171-179 | RSH | RadioShack-Nissan-Trek  |
| 181-189 | SKY | Sky Procycling          |
| 191-199 | APP | Team NetApp             |
| 201-209 | SAX | Team Saxo Bank          |
| 211-219 | VCD | Vacansoleil-DCM         |

## Bonifikaty
Na finiszu większości z etapów przewidziane są bonifikaty czasowe dla trzech pierwszych zawodników. Wynoszą one odpowiednio:
1. miejsce – 20 sekund

2. miejsce – 12 sekund

3. miejsce – 8 sekund
oraz lotne sprinty (1 na każdym etapie): 6, 4, 2 sekund
Wyjątkiem od tej reguły są etapy: 1. i 21. (jazda indywidualna na czas) oraz 4. (jazda drużynowa na czas), a także etapy: 14., 15., 17., 19. i 20.
Klasyfikacja górska

Na trasie znajduje się:
- 8 premii górskich 4 kategorii, punktowanych: 3-2-1 pkt

- 11 premii górskich 3 kategorii, punktowanych: 5-3-2-1 pkt

- 10 premii górskich 2 kategorii, punktowanych: 9-5-3-2-1 pkt

- 9 premii górskich 1 kategorii, premiowanych: 15-9-5-3-2-1 pkt

- 1 premia specjalna – Przełęcz Stelvio, punktowana: 21-15-9-5-3-2-1 pkt

Klasyfikacja sprinterska
Finisze etapów, punktowane: 25, 20, 16, 14, 12, 10, 9, 8, 7, 6, 5, 4, 3, 2, 1 pkt

## Etapy
| Etap | Data    | Start – Meta                             | km            | Typ           | Zwycięzca etapu      | Lider                |               |
| ---- | ------- | ---------------------------------------- | ------------- | ------------- | -------------------- | -------------------- | ------------- |
| 1.   | 5 maja  | Herning                                  | 8,7           | ITT           | Taylor Phinney       | Taylor Phinney       |               |
| 2.   | 6 maja  | Herning – Herning                        | 206           | Płaski        | Mark Cavendish       | Taylor Phinney       |               |
| 3.   | 7 maja  | Horsens – Horsens                        | 190           | Płaski        | Matthew Goss         | Taylor Phinney       |               |
|      | 8 maja  | Dzień przerwy                            | Dzień przerwy | Dzień przerwy | Dzień przerwy        | Dzień przerwy        | Dzień przerwy |
| 4.   | 9 maja  | Werona                                   | 32,2          | TTT           | Garmin-Barracuda     | Ramūnas Navardauskas |               |
| 5.   | 10 maja | Modena – Fano                            | 199           | Płaski        | Mark Cavendish       | Ramūnas Navardauskas |               |
| 6.   | 11 maja | Urbino – Porto Sant' Elpidio             | 207           | Pagórkowaty   | Miguel Ángel Rubiano | Adriano Malori       |               |
| 7.   | 12 maja | Recanati – Rocca di Cambio               | 202           | Pagórkowaty   | Paolo Tiralongo      | Ryder Hesjedal       |               |
| 8.   | 13 maja | Sulmona – Lago Laceno                    | 229           | Pagórkowaty   | Domenico Pozzovivo   | Ryder Hesjedal       |               |
| 9.   | 14 maja | San Giorgio del Sannio – Frosinone       | 171           | Płaski        | Francisco Ventoso    | Ryder Hesjedal       |               |
| 10.  | 15 maja | Civitavecchia – Asyż                     | 187           | Pagórkowaty   | Joaquim Rodríguez    | Joaquim Rodríguez    |               |
| 11.  | 16 maja | Asyż – Montecatini-Terme – Castelfidardo | 246           | Płaski        | Roberto Ferrari      | Joaquim Rodríguez    |               |
| 12.  | 17 maja | Seravezza – Sestri Levante               | 155           | Pagórkowaty   | Lars Bak             | Joaquim Rodríguez    |               |
| 13.  | 18 maja | Savona -Cervere                          | 121           | Płaski        | Mark Cavendish       | Joaquim Rodríguez    |               |
| 14.  | 19 maja | Cherasco – Cervinia                      | 205           | Górski        | Andrey Amador        | Ryder Hesjedal       |               |
| 15.  | 20 maja | Busto Arsizio – Lecco-Pian dei Resinelli | 172           | Górski        | Matteo Rabottini     | Joaquim Rodríguez    |               |
|      | 21 maja | Dzień przerwy                            | Dzień przerwy | Dzień przerwy | Dzień przerwy        | Dzień przerwy        | Dzień przerwy |
| 16.  | 22 maja | Limone sul Garda – Falzes-Pfalzen        | 174           | Pagórkowaty   | Jon Izagirre         | Joaquim Rodríguez    |               |
| 17.  | 23 maja | Falzes-Pfalzen – Cortina d' Ampezzo      | 187           | Górski        | Joaquim Rodríguez    | Joaquim Rodríguez    |               |
| 18.  | 24 maja | San Vito di Cadore – Vedelago            | 139           | Płaski        | Andrea Guardini      | Joaquim Rodríguez    |               |
| 19.  | 25 maja | Treviso – Alpe di Pampeago               | 197           | Górski        | Roman Kreuziger      | Joaquim Rodríguez    |               |
| 20.  | 26 maja | Caldes-Val di Sole – Przełęcz Stelvio    | 217           | Górski        | Thomas De Gendt      | Joaquim Rodríguez    |               |
| 21.  | 27 maja | Mediolan                                 | 31,5          | ITT           | Marco Pinotti        | Ryder Hesjedal       |               |

### Etap 1 – 5 maja 2012: Herning – 8,7 km
Wyścig rozpoczął się krótką jazdą indywidualną na czas. Najlepszy czas uzyskał Amerykanin Taylor Phinney (BMC Racing Team), pokonując 8,7 km w czasie 10' 26”. O 9 sekund wyprzedził drugiego Gerainta Thomasa (Sky Procycling) i o 13” Alexa Rasmussena (Garmin-Barracuda). Przez długi czas na prowadzeniu utrzymywał się Litwin Ramūnas Navardauskas (także Garmin-Barracuda), w końcówce został jednak pokonany przez najlepszych czasowców i ostatecznie zajął 6. miejsce. Najwyżej z Polaków sklasyfikowany został Maciej Bodnar, który stracił 28 sekund do zwycięzcy. Dało mu to 15. miejsce. Na przebieg etapu, jak wcześniej przewidywano, nie wpłynął silny wiatr. Jedyną trudność na trasie stanowiły liczne zakręty wymagające dużej sprawności technicznej. Do następnego etapu, w różowej koszulce lidera przystąpił Phinney.
| #    | Zawodnik           | Zespół | Czas     |
| ---- | ------------------ | ------ | -------- |
| 1.   | Taylor Phinney     | BMC    | 10' 26"  |
| 2.   | Geraint Thomas     | SKY    | + 9"     |
| 3.   | Alex Rasmussen     | GRM    | + 13"    |
|      |                    |        |          |
| 15.  | Maciej Bodnar      | LIQ    | + 29"    |
| 18.  | Michał Kwiatkowski | OPQ    | + 29"    |
| 68.  | Bartosz Huzarski   | APP    | + 49"    |
| 78.  | Michał Gołaś       | OPQ    | + 52"    |
| 109. | Sylwester Szmyd    | LIQ    | + 59"    |
| 116. | Tomasz Marczyński  | VCD    | + 1' 00" |
| 167. | Przemysław Niemiec | LAM    | + 1' 19" |

| #    | Zawodnik           | Zespół | Czas     |
| ---- | ------------------ | ------ | -------- |
| 1.   | Taylor Phinney     | BMC    | 10' 26"  |
| 2.   | Geraint Thomas     | SKY    | + 9"     |
| 3.   | Alex Rasmussen     | GRM    | + 13"    |
|      |                    |        |          |
| 15.  | Maciej Bodnar      | LIQ    | + 29"    |
| 18.  | Michał Kwiatkowski | OPQ    | + 29"    |
| 68.  | Bartosz Huzarski   | APP    | + 49"    |
| 78.  | Michał Gołaś       | OPQ    | + 52"    |
| 109. | Sylwester Szmyd    | LIQ    | + 59"    |
| 116. | Tomasz Marczyński  | VCD    | + 1' 00" |
| 167. | Przemysław Niemiec | LAM    | + 1' 19" |

### Etap 2 – 6 maja 2012: Herning > Herning – 206 km
Całkowicie płaski etap zakończył się finiszem peletonu i zwycięstwem Mistrza Świata Marka Cavendisha (Sky Procycling). Brytyjczyk wyprzedził Matthew Gossa (Orica-GreenEDGE) i Geoffreya Soupe’a. Na zakręcie przed ostatnią prostą doszło do kraksy, spowodowanej przez Theo Bosa (Rabobank). Oprócz winowajcy ucierpiał również Alexander Kristoff (Team Katusha), nie odniósł on jednak poważniejszych obrażeń. Koszulkę lidera, pomimo problemów z rowerem na 8 km przed metą, zachował Phinney.
| #    | Zawodnik           | Zespół | Czas       |
| ---- | ------------------ | ------ | ---------- |
| 1.   | Mark Cavendish     | SKY    | 4h 53' 12" |
| 2.   | Matthew Goss       | GEC    | + 0"       |
| 3.   | Geoffrey Soupe     | FDJ    | + 0"       |
|      |                    |        |            |
| 81.  | Sylwester Szmyd    | LIQ    | + 0"       |
| 85.  | Maciej Bodnar      | LIQ    | + 0"       |
| 105. | Michał Gołaś       | OPQ    | + 0"       |
| 146. | Przemysław Niemiec | LAM    | + 0"       |
| 149. | Tomasz Marczyński  | VCD    | + 0"       |
| 154. | Bartosz Huzarski   | APP    | + 0"       |
| 184. | Michał Kwiatkowski | OPQ    | + 0"       |

| #    | Zawodnik           | Zespół | Czas       |
| ---- | ------------------ | ------ | ---------- |
| 1.   | Taylor Phinney     | BMC    | 5h 03' 38" |
| 2.   | Geraint Thomas     | SKY    | + 9"       |
| 3.   | Alex Rasmussen     | GRM    | + 13"      |
|      |                    |        |            |
| 16.  | Maciej Bodnar      | LIQ    | + 29"      |
| 19.  | Michał Kwiatkowski | OPQ    | + 29"      |
| 67.  | Bartosz Huzarski   | APP    | + 49"      |
| 76.  | Michał Gołaś       | OPQ    | + 52"      |
| 106. | Sylwester Szmyd    | LIQ    | + 59"      |
| 112. | Tomasz Marczyński  | VCD    | + 1' 00"   |
| 162. | Przemysław Niemiec | LAM    | + 1' 19"   |

### Etap 3 – 7 maja 2012: Horsens > Horsens – 190 km
Kolejny płaski etap, po finiszu całego peletonu i kraksie na ostatnich metrach, padł łupem Matthew Gossa. Australijczyk finiszował przed Juanem Jose Haedo (Team Saxo Bank) i Tylerem Farrarem (Garmin-Barracuda). Wypadek, jaki wydarzył się w końcówce wzbudził wiele kontrowersji. Spowodowany został przez Roberto Ferrariego (Androni-Giocattoli), naraził zdrowie wielu kolarzy. Włoch ruszył do sprintu po przekątnej, wjeżdżając tym samym na tor jazdy innych zawodników. Na ziemi znaleźli się m.in. Cavendish i Phinney. Ferrari, który etap ukończył na 9. miejscu został ostatecznie cofnięty na koniec stawki, nałożono na niego karę 200 franków szwajcarskich i odebrano 25 punktów w klasyfikacji punktowej. Liderem pozostał Phinney.
| #    | Zawodnik           | Zespół | Czas       |
| ---- | ------------------ | ------ | ---------- |
| 1.   | Matthew Goss       | OGE    | 4h 20' 53" |
| 2.   | Juan José Haedo    | SAX    | + 0"       |
| 3.   | Tyler Farrar       | GRM    | + 0"       |
|      |                    |        |            |
| 49.  | Michał Gołaś       | OPQ    | + 0"       |
| 53.  | Sylwester Szmyd    | LIQ    | + 0"       |
| 62.  | Tomasz Marczyński  | VCD    | + 0"       |
| 113. | Maciej Bodnar      | LIQ    | + 0"       |
| 120. | Przemysław Niemiec | LAM    | + 0"       |
| 140. | Bartosz Huzarski   | APP    | + 0"       |
| 183. | Michał Kwiatkowski | OPQ    | + 0"       |

| #    | Zawodnik           | Zespół | Czas       |
| ---- | ------------------ | ------ | ---------- |
| 1.   | Taylor Phinney     | BMC    | 9h 24' 31" |
| 2.   | Geraint Thomas     | SKY    | + 9"       |
| 3.   | Alex Rasmussen     | GRM    | + 13"      |
|      |                    |        |            |
| 18.  | Maciej Bodnar      | LIQ    | + 29"      |
| 21.  | Michał Kwiatkowski | OPQ    | + 29"      |
| 66.  | Bartosz Huzarski   | APP    | + 49"      |
| 73.  | Michał Gołaś       | OPQ    | + 52"      |
| 99.  | Sylwester Szmyd    | LIQ    | + 59"      |
| 104. | Tomasz Marczyński  | VCD    | + 1' 00"   |
| 149. | Przemysław Niemiec | LAM    | + 1' 19"   |

### Etap 4 – 9 maja 2012: Werona > Werona – 33,2 km
Po dniu przerwy i przelocie do Włoch, w Weronie rozegrano drużynową jazdę na czas. Na trasie najlepiej poradził sobie amerykański zespół Garmin-Barracuda, a kolarz tego zespołu, Ramūnas Navardauskas został nowym liderem wyścigu. 5 sekund do zwycięzców straciła rosyjska Katusha, a 22 sekundy kazachska Astana. W klasyfikacji generalnej doszło do sporych przetasowań. Najwyższe miejsce wśród przedstartowych faworytów zajął Joaquim Rodríguez (Team Katusha) ze stratą 30 sekund do lidera, a największą stratę poniósł John Gadret, po 4. etapie notując czas o 2' 43” gorszy od lidera.
| #   | Zespół                       | Czas    |
| --- | ---------------------------- | ------- |
| 1.  | Garmin-Barracuda             | 37' 04" |
| 2.  | Team Katusha                 | + 5"    |
| 3.  | Pro Team Astana              | + 22"   |
| 4.  | Team Saxo Bank               | + 22"   |
| 5.  | Omega Pharma-Quick Step      | + 24"   |
| 6.  | Orica-GreenEDGE Cycling Team | + 25"   |
| 7.  | Liquigas-Cannondale          | + 25"   |
| 8.  | RadioShack-Nissan-Trek       | + 28"   |
| 9.  | Sky Procycling               | + 30"   |
| 10. | BMC Racing Team              | + 31"   |

| #    | Zawodnik             | Zespół | Czas        |
| ---- | -------------------- | ------ | ----------- |
| 1.   | Ramūnas Navardauskas | GRM    | 10h 01' 53" |
| 2.   | Tyler Farrar         | GRM    | + 10"       |
| 3.   | Robert Hunter        | GRM    | + 10"       |
|      |                      |        |             |
| 17.  | Michał Kwiatkowski   | OPQ    | + 35"       |
| 22.  | Maciej Bodnar        | LIQ    | + 37"       |
| 52.  | Michał Gołaś         | OPQ    | + 58"       |
| 64.  | Sylwester Szmyd      | LIQ    | + 1' 03"    |
| 76.  | Bartosz Huzarski     | APP    | + 1' 14"    |
| 97.  | Przemysław Niemiec   | LAM    | + 1' 35"    |
| 114. | Tomasz Marczyński    | VCD    | + 1' 52"    |

### Etap 5 – 10 maja 2012: Modena > Fano – 199 km
Kolejnym z serii płaskich odcinków, tak jak poprzednie zakończył się finiszem całego peletonu. Po raz drugi najlepszy okazał się Mark Cavendish i po raz drugi wyprzedził Matthew Gossa. Trzecie miejsce wywalczył Daniele Bennati (RadioShack-Nissan-Trek). Koszulkę lidera utrzymał Ramūnas Navardauskas.
| #    | Zawodnik           | Zespół | Czas       |
| ---- | ------------------ | ------ | ---------- |
| 1.   | Mark Cavendish     | SKY    | 4h 43' 15" |
| 2.   | Matthew Goss       | GEC    | + 0"       |
| 3.   | Daniele Bennati    | RNT    | + 0"       |
|      |                    |        |            |
| 50.  | Bartosz Huzarski   | APP    | + 0"       |
| 82.  | Michał Gołaś       | OPQ    | + 0"       |
| 88.  | Maciej Bodnar      | LIQ    | + 0"       |
| 89.  | Tomasz Marczyński  | VCD    | + 0"       |
| 104. | Michał Kwiatkowski | OPQ    | + 0"       |
| 135. | Sylwester Szmyd    | LIQ    | + 0"       |
| 155. | Przemysław Niemiec | LAM    | + 0"       |

| #    | Zawodnik             | Zespół | Czas        |
| ---- | -------------------- | ------ | ----------- |
| 1.   | Ramūnas Navardauskas | GRM    | 14h 45' 13" |
| 2.   | Robert Hunter        | GRM    | + 05"       |
| 3.   | Ryder Hesjedal       | GRM    | + 11"       |
|      |                      |        |             |
| 15.  | Michał Kwiatkowski   | OPQ    | + 35"       |
| 21.  | Maciej Bodnar        | LIQ    | + 37"       |
| 48.  | Michał Gołaś         | OPQ    | + 58"       |
| 57.  | Sylwester Szmyd      | LIQ    | + 1' 03"    |
| 68.  | Bartosz Huzarski     | APP    | + 1' 14"    |
| 89.  | Przemysław Niemiec   | LAM    | + 1' 35"    |
| 105. | Tomasz Marczyński    | VCD    | + 1' 52"    |

### Etap 6 – 11 maja 2012: Urbino > Porto Sant’ Elpidio – 210 km
Pagórkowaty etap stał się areną pierwszych zmagań o maglia azzurra i prowadzenie w klasyfikacji generalnej. Na samym początku zawiązała się 15-osobowa ucieczka. Znaleźli się w niej m.in. Michał Gołaś, Pablo Lastras, Miguel Ángel Rubiano, Adriano Malori. Przewaga grupy błyskawicznie rosła, przekraczając momentami 8 minut. Pierwszym górskim sprawdzianem była premia drugiej kategorii – Passo della Capella, podjazd, którego nachylenie sięgało momentami 16%. Kolarzom życia nie ułatwiał fakt, że znaczna jego część biegła po nawierzchni szutrowej. Po ataku na szczycie, pierwsze punkty zgarnął Rubiano, wyprzedzając Gołasia. Uciekająca grupa zaczęła się dzielić – najpierw na zjeździe upadł Lastras (zabrany do szpitala), a z przodu z przewagą ok. 5 minut zostało ośmiu zawodników. Peleton nie był konsekwentny i różnica wzrosła do 7 minut.
Ucieczka dojechała do ostatniej górskiej premii (Montegranaro) w następującym układzie: na przedzie szarżujący Kolumbijczyk, 50 sekund za nim czwórka zawodników: Gołaś (Omega Pharma), Malori (Lampre-ISD), Benedetti (TeamNetApp) i Diaczenko (Astana). Kolarze ścigający Rubiano nie byli w stanie przeprowadzić skutecznego kontrataku, co pozwoliło solidnie zmęczonemu uciekinierowi na odniesienie etapowego triumfu i zdobycie upragnionej maglia azzurra. W tym samym czasie, peleton za sprawą zawodników grupy Garmin zmniejszył różnicę. Czwórka wpadła na metę 1:10 za Kolumbijczykiem, Malori na finiszu ograł Gołasia. 41 sekund potem przyjechała grupa zasadnicza.
W wyniku tych różnic czasowych, maglia rosa przywdział Malori, a wiceliderem wyścigu został Gołaś.
| #    | Zawodnik             | Zespół | Czas       |
| ---- | -------------------- | ------ | ---------- |
| 1.   | Miguel Ángel Rubiano | AND    | 5h 38' 30" |
| 2.   | Adriano Malori       | LAM    | + 1' 10"   |
| 3.   | Michał Gołaś         | OPQ    | + 1' 10"   |
|      |                      |        |            |
| 10.  | Michał Kwiatkowski   | OPQ    | + 1' 51"   |
| 47.  | Bartosz Huzarski     | APP    | + 1' 51"   |
| 80.  | Przemysław Niemiec   | LAM    | + 1' 51"   |
| 89.  | Sylwester Szmyd      | LIQ    | + 1' 51"   |
| 92.  | Maciej Bodnar        | LIQ    | + 1' 51"   |
| 120. | Tomasz Marczyński    | VCD    | + 13' 33"  |

| #    | Zawodnik           | Zespół | Czas        |
| ---- | ------------------ | ------ | ----------- |
| 1.   | Adriano Malori     | LAM    | 20h 25' 28" |
| 2.   | Michał Gołaś       | OPQ    | + 15"       |
| 3.   | Ryder Hesjedal     | GRM    | + 17"       |
|      |                    |        |             |
| 11.  | Michał Kwiatkowski | OPQ    | + 41"       |
| 15.  | Maciej Bodnar      | LIQ    | + 43"       |
| 43.  | Sylwester Szmyd    | LIQ    | + 1' 13"    |
| 49.  | Bartosz Huzarski   | APP    | + 1' 20"    |
| 65.  | Przemysław Niemiec | LAM    | + 1' 41"    |
| 111. | Tomasz Marczyński  | VCD    | + 13' 40"   |

### Etap 7 – 12 maja 2012: Recanati > Rocca di Cambio – 205 km
| #    | Zawodnik           | Zespół | Czas       |
| ---- | ------------------ | ------ | ---------- |
| 1.   | Paolo Tiralongo    | AST    | 5h 51' 03" |
| 2.   | Michele Scarponi   | LAM    | + 0"       |
| 3.   | Fränk Schleck      | RNT    | + 3"       |
|      |                    |        |            |
| 31.  | Sylwester Szmyd    | LIQ    | + 25"      |
| 37.  | Przemysław Niemiec | LAM    | + 25"      |
| 54.  | Bartosz Huzarski   | APP    | + 49"      |
| 84.  | Tomasz Marczyński  | VCD    | + 8' 01"   |
| 87.  | Michał Kwiatkowski | OPQ    | + 9' 26"   |
| 88.  | Michał Gołaś       | OPQ    | + 9' 26"   |
| 132. | Maciej Bodnar      | LIQ    | + 17' 21"  |

| #    | Zawodnik           | Zespół | Czas        |
| ---- | ------------------ | ------ | ----------- |
| 1.   | Ryder Hesjedal     | GRM    | 26h 16' 53" |
| 2.   | Paolo Tiralongo    | AST    | + 15"       |
| 3.   | Joaquim Rodríguez  | KAT    | + 17"       |
|      |                    |        |             |
| 25.  | Sylwester Szmyd    | LIQ    | + 1' 16"    |
| 39.  | Przemysław Niemiec | LAM    | + 1' 44"    |
| 43.  | Bartosz Huzarski   | APP    | + 1' 47"    |
| 72.  | Michał Gołaś       | OPQ    | + 9' 19"    |
| 75.  | Michał Kwiatkowski | OPQ    | + 9' 45"    |
| 94.  | Maciej Bodnar      | LIQ    | + 17' 42"   |
| 103. | Tomasz Marczyński  | VCD    | + 21' 19"   |

### Etap 8 – 13 maja 2012: Sulmona > Lago Laceno – 229 km
| #    | Zawodnik           | Zespół | Czas       |
| ---- | ------------------ | ------ | ---------- |
| 1.   | Domenico Pozzovivo | COG    | 6h 06' 05" |
| 2.   | Beñat Intxausti    | MOV    | + 23"      |
| 3.   | Joaquim Rodríguez  | KAT    | + 27"      |
| 4.   | Thomas De Gendt    | VCD    | + 27"      |
| 5.   | Dario Cataldo      | OPQ    | + 27"      |
| 6.   | Damiano Caruso     | LIQ    | + 27"      |
| 7.   | Gianluca Brambilla | COG    | + 27"      |
| 8.   | Bartosz Huzarski   | APP    | + 27"      |
| 9.   | José Rujano        | AND    | + 27"      |
| 10.  | John Gadret        | ALM    | + 27"      |
|      |                    |        |            |
| 25.  | Sylwester Szmyd    | LIQ    | + 27"      |
| 38.  | Przemysław Niemiec | LAM    | + 1' 24"   |
| 84.  | Michał Gołaś       | OPQ    | + 11' 39"  |
| 105. | Maciej Bodnar      | LIQ    | + 14' 39"  |
| 106. | Tomasz Marczyński  | VCD    | + 14' 39"  |
| 178. | Michał Kwiatkowski | OPQ    | + 21' 16"  |

| #    | Zawodnik           | Zespół | Czas        |
| ---- | ------------------ | ------ | ----------- |
| 1.   | Ryder Hesjedal     | GRM    | 32h 23' 25" |
| 2.   | Joaquim Rodríguez  | KAT    | + 9"        |
| 3.   | Paolo Tiralongo    | AST    | + 15"       |
|      |                    |        |             |
| 16.  | Sylwester Szmyd    | LIQ    | + 1' 16"    |
| 25.  | Bartosz Huzarski   | APP    | + 1' 47"    |
| 35.  | Przemysław Niemiec | LAM    | + 2' 41"    |
| 74.  | Michał Gołaś       | OPQ    | + 20' 31"   |
| 93.  | Michał Kwiatkowski | OPQ    | + 30' 34"   |
| 97.  | Maciej Bodnar      | LIQ    | + 31' 54"   |
| 108. | Tomasz Marczyński  | VCD    | + 35' 25"   |

### Etap 9 – 14 maja 2012: San Giorgio del Sannio > Frosinone – 166 km
| #    | Zawodnik           | Zespół | Czas       |
| ---- | ------------------ | ------ | ---------- |
| 1.   | Francisco Ventoso  | MOV    | 3h 39' 15" |
| 2.   | Fabio Felline      | AND    | + 0"       |
| 3.   | Giacomo Nizzolo    | RNT    | + 0"       |
|      |                    |        |            |
| 27.  | Bartosz Huzarski   | APP    | + 0"       |
| 63.  | Sylwester Szmyd    | LIQ    | + 0"       |
| 79.  | Michał Gołaś       | OPQ    | + 0"       |
| 111. | Przemysław Niemiec | LAM    | + 1' 03"   |
| 140. | Tomasz Marczyński  | VCD    | + 2' 34"   |
| 173. | Michał Kwiatkowski | OPQ    | + 5' 27"   |
| 174. | Maciej Bodnar      | LIQ    | + 5' 27"   |

| #    | Zawodnik           | Zespół | Czas        |
| ---- | ------------------ | ------ | ----------- |
| 1.   | Ryder Hesjedal     | GRM    | 36h 02' 40" |
| 2.   | Joaquim Rodríguez  | KAT    | + 9"        |
| 3.   | Paolo Tiralongo    | AST    | + 15"       |
|      |                    |        |             |
| 16.  | Sylwester Szmyd    | LIQ    | + 1' 16"    |
| 25.  | Bartosz Huzarski   | APP    | + 1' 47"    |
| 45.  | Przemysław Niemiec | LAM    | + 3' 44"    |
| 72.  | Michał Gołaś       | OPQ    | + 20' 31"   |
| 104. | Tomasz Marczyński  | VCD    | + 35' 25"   |
| 106. | Michał Kwiatkowski | OPQ    | + 36' 01"   |
| 108. | Maciej Bodnar      | LIQ    | + 37' 21"   |

### Etap 10 – 15 maja 2012: Civitavecchia > Asyż – 187 km
| #    | Zawodnik           | Zespół | Czas       |
| ---- | ------------------ | ------ | ---------- |
| 1.   | Joaquim Rodríguez  | KAT    | 4h 25' 05" |
| 2.   | Bartosz Huzarski   | APP    | + 2"       |
| 3.   | Giovanni Visconti  | MOV    | + 2"       |
|      |                    |        |            |
| 33.  | Sylwester Szmyd    | LIQ    | + 26"      |
| 61.  | Przemysław Niemiec | LAM    | + 2' 17"   |
| 95.  | Michał Gołaś       | OPQ    | + 3' 49"   |
| 96.  | Maciej Bodnar      | LIQ    | + 3' 49"   |
| 149. | Tomasz Marczyński  | VCD    | + 6' 25"   |
| 155. | Michał Kwiatkowski | OPQ    | + 6' 25"   |

| #    | Zawodnik           | Zespół | Czas        |
| ---- | ------------------ | ------ | ----------- |
| 1.   | Joaquim Rodríguez  | KAT    | 40h 27' 34" |
| 2.   | Ryder Hesjedal     | GRM    | + 17"       |
| 3.   | Paolo Tiralongo    | AST    | + 32"       |
|      |                    |        |             |
| 16.  | Bartosz Huzarski   | APP    | + 1' 48"    |
| 18.  | Sylwester Szmyd    | LIQ    | + 1' 53"    |
| 46.  | Przemysław Niemiec | LAM    | + 6' 12"    |
| 73.  | Michał Gołaś       | OPQ    | + 24' 31"   |
| 104. | Maciej Bodnar      | LIQ    | + 41' 21"   |
| 106. | Tomasz Marczyński  | VCD    | + 41' 58"   |
| 107. | Michał Kwiatkowski | OPQ    | + 42' 37"   |

### Etap 11 – 16 maja 2012: Asyż > Montecatini-Terme – 258 km
| #    | Zawodnik           | Zespół | Czas       |
| ---- | ------------------ | ------ | ---------- |
| 1.   | Roberto Ferrari    | AND    | 6h 49' 05" |
| 2.   | Francesco Chicchi  | OPQ    | + 0"       |
| 3.   | Tomas Vaitkus      | OGE    | + 0"       |
|      |                    |        |            |
| 23.  | Michał Gołaś       | OPQ    | + 0"       |
| 30.  | Bartosz Huzarski   | APP    | + 0"       |
| 78.  | Sylwester Szmyd    | LIQ    | + 0"       |
| 131. | Przemysław Niemiec | LAM    | + 4' 00"   |
| 134. | Tomasz Marczyński  | VCD    | + 4' 00"   |
| 150. | Maciej Bodnar      | LIQ    | + 10' 02"  |
| 151. | Michał Kwiatkowski | OPQ    | + 10' 02"  |

| #    | Zawodnik           | Zespół | Czas        |
| ---- | ------------------ | ------ | ----------- |
| 1.   | Joaquim Rodríguez  | KAT    | 47h 16' 39" |
| 2.   | Ryder Hesjedal     | GRM    | + 17"       |
| 3.   | Paolo Tiralongo    | AST    | + 32"       |
|      |                    |        |             |
| 15.  | Bartosz Huzarski   | APP    | + 1' 48"    |
| 17.  | Sylwester Szmyd    | LIQ    | + 1' 53"    |
| 50.  | Przemysław Niemiec | LAM    | + 10' 12"   |
| 73.  | Michał Gołaś       | OPQ    | + 24' 31"   |
| 106. | Tomasz Marczyński  | VCD    | + 45' 58"   |
| 114. | Maciej Bodnar      | LIQ    | + 51' 23"   |
| 116. | Michał Kwiatkowski | OPQ    | + 52' 39"   |

### Etap 12 – 17 maja 2012: Seravezza > Sestri Levante – 155 km
| #    | Zawodnik           | Zespół | Czas       |
| ---- | ------------------ | ------ | ---------- |
| 1.   | Lars Bak           | LTB    | 3h 58' 55" |
| 2.   | Sandy Casar        | FDJ    | + 11"      |
| 3.   | Andrey Amador      | MOV    | + 11"      |
|      |                    |        |            |
| 9.   | Michał Gołaś       | OPQ    | + 48"      |
| 63.  | Sylwester Szmyd    | LIQ    | + 3' 34"   |
| 64.  | Przemysław Niemiec | LAM    | + 3' 34"   |
| 68.  | Bartosz Huzarski   | APP    | + 3' 34"   |
| 101. | Maciej Bodnar      | LIQ    | + 8' 08"   |
| 174. | Michał Kwiatkowski | OPQ    | + 20' 21"  |
| –    | Tomasz Marczyński  | VCD    | HD         |

| #    | Zawodnik           | Zespół | Czas         |
| ---- | ------------------ | ------ | ------------ |
| 1.   | Joaquim Rodríguez  | KAT    | 51h 19' 08"  |
| 2.   | Ryder Hesjedal     | GRM    | + 17"        |
| 3.   | Sandy Casar        | FDJ    | + 26"        |
|      |                    |        |              |
| 17.  | Bartosz Huzarski   | APP    | + 1' 48"     |
| 19.  | Sylwester Szmyd    | LIQ    | + 1' 53"     |
| 50.  | Przemysław Niemiec | LAM    | + 10' 12"    |
| 61.  | Michał Gołaś       | OPQ    | + 21' 45"    |
| 111. | Maciej Bodnar      | LIQ    | + 55' 57"    |
| 127. | Michał Kwiatkowski | OPQ    | + 1h 09' 26" |

### Etap 13 – 18 maja 2012: Savona > Cervere – 121 km
| #    | Zawodnik           | Zespół | Czas       |
| ---- | ------------------ | ------ | ---------- |
| 1.   | Mark Cavendish     | SKY    | 3h 02' 07" |
| 2.   | Alexander Kristoff | KAT    | + 0"       |
| 3.   | Mark Renshaw       | RAB    | + 0"       |
|      |                    |        |            |
| 20.  | Maciej Bodnar      | LIQ    | + 0"       |
| 52.  | Michał Gołaś       | OPQ    | + 0"       |
| 109. | Sylwester Szmyd    | LIQ    | + 0"       |
| 117. | Bartosz Huzarski   | APP    | + 0"       |
| 136. | Przemysław Niemiec | LAM    | + 24"      |
| 167. | Michał Kwiatkowski | OPQ    | + 5' 01"   |

| #    | Zawodnik           | Zespół | Czas         |
| ---- | ------------------ | ------ | ------------ |
| 1.   | Joaquim Rodríguez  | KAT    | 54h 21' 15"  |
| 2.   | Ryder Hesjedal     | GRM    | + 17"        |
| 3.   | Sandy Casar        | FDJ    | + 26"        |
|      |                    |        |              |
| 17.  | Bartosz Huzarski   | APP    | + 1' 48"     |
| 19.  | Sylwester Szmyd    | LIQ    | + 1' 53"     |
| 49.  | Przemysław Niemiec | LAM    | + 10' 36"    |
| 60.  | Michał Gołaś       | OPQ    | + 21' 45"    |
| 109. | Maciej Bodnar      | LIQ    | + 55' 57"    |
| 130. | Michał Kwiatkowski | OPQ    | + 1h 14' 27" |

### Etap 14 – 19 maja 2012: Cherasco > Cervinia – 205 km
| #    | Zawodnik             | Zespół | Czas       |
| ---- | -------------------- | ------ | ---------- |
| 1.   | Andrey Amador        | MOV    | 5h 33' 36" |
| 2.   | Jan Barta            | APP    | + 0"       |
| 3.   | Alessandro De Marchi | AND    | + 2"       |
|      |                      |        |            |
| 31.  | Sylwester Szmyd      | LIQ    | + 2' 31"   |
| 43.  | Przemysław Niemiec   | LAM    | + 3' 54"   |
| 82.  | Bartosz Huzarski     | APP    | + 19' 48"  |
| 103. | Maciej Bodnar        | LIQ    | + 28' 54"  |
| 147. | Michał Gołaś         | OPQ    | + 28' 54"  |
| 148. | Michał Kwiatkowski   | OPQ    | + 28' 54"  |

| #    | Zawodnik           | Zespół | Czas         |
| ---- | ------------------ | ------ | ------------ |
| 1.   | Ryder Hesjedal     | GRM    | 59h 55' 28"  |
| 2.   | Joaquim Rodríguez  | KAT    | + 9"         |
| 3.   | Paolo Tiralongo    | AST    | + 41"        |
|      |                    |        |              |
| 26.  | Sylwester Szmyd    | LIQ    | + 3' 47"     |
| 45.  | Przemysław Niemiec | LAM    | + 13' 53"    |
| 52.  | Bartosz Huzarski   | APP    | + 20' 59"    |
| 75.  | Michał Gołaś       | OPQ    | + 53' 12"    |
| 114. | Maciej Bodnar      | LIQ    | + 1h 24' 14" |
| 136. | Michał Kwiatkowski | OPQ    | + 1h 45' 54" |

### Etap 15 – 20 maja 2012: Busto Arsizio > Lecco-Pian dei Resinelli – 169 km
| #    | Zawodnik           | Zespół | Czas       |
| ---- | ------------------ | ------ | ---------- |
| 1.   | Matteo Rabottini   | FAR    | 5h 15' 30" |
| 2.   | Joaquim Rodríguez  | KAT    | + 0"       |
| 3.   | Alberto Losada     | KAT    | + 23"      |
|      |                    |        |            |
| 23.  | Przemysław Niemiec | LAM    | + 1' 58"   |
| 25.  | Sylwester Szmyd    | LIQ    | + 2' 57"   |
| 90.  | Michał Gołaś       | OPQ    | + 26' 49"  |
| 105. | Bartosz Huzarski   | APP    | + 26' 49"  |
| 136. | Maciej Bodnar      | LIQ    | + 34' 48"  |
| 137. | Michał Kwiatkowski | OPQ    | + 34' 48"  |

| #    | Zawodnik           | Zespół | Czas         |
| ---- | ------------------ | ------ | ------------ |
| 1.   | Joaquim Rodríguez  | KAT    | 65h 11' 07"  |
| 2.   | Ryder Hesjedal     | GRM    | + 30"        |
| 3.   | Ivan Basso         | LIQ    | + 1' 22"     |
|      |                    |        |              |
| 21.  | Sylwester Szmyd    | LIQ    | + 6' 35"     |
| 36.  | Przemysław Niemiec | LAM    | + 15' 42"    |
| 54.  | Bartosz Huzarski   | APP    | + 47' 39"    |
| 78.  | Michał Gołaś       | OPQ    | + 1h 19' 52" |
| 121. | Maciej Bodnar      | LIQ    | + 1h 58' 53" |
| 136. | Michał Kwiatkowski | OPQ    | + 2h 20' 33" |

### Etap 16 – 22 maja 2012: Limone sul Garda > Falzes-Pfalzen – 174 km
| #    | Zawodnik             | Zespół | Czas       |
| ---- | -------------------- | ------ | ---------- |
| 1.   | Jon Izagirre         | EUS    | 4h 02' 00" |
| 2.   | Alessandro de Marchi | AND    | + 16"      |
| 3.   | Stef Clement         | RAB    | + 16"      |
|      |                      |        |            |
| 29.  | Przemysław Niemiec   | LAM    | + 8' 57"   |
| 45.  | Sylwester Szmyd      | LIQ    | + 8' 57"   |
| 126. | Michał Gołaś         | OPQ    | + 12' 08"  |
| 158. | Bartosz Huzarski     | APP    | + 13' 18"  |
| 170. | Michał Kwiatkowski   | OPQ    | + 13' 59"  |
| 171. | Maciej Bodnar        | LIQ    | + 13' 59"  |

| #    | Zawodnik           | Zespół | Czas         |
| ---- | ------------------ | ------ | ------------ |
| 1.   | Joaquim Rodríguez  | KAT    | 69h 22' 04"  |
| 2.   | Ryder Hesjedal     | GRM    | + 30"        |
| 3.   | Ivan Basso         | LIQ    | + 1' 22"     |
|      |                    |        |              |
| 21.  | Sylwester Szmyd    | LIQ    | + 6' 35"     |
| 35.  | Przemysław Niemiec | LAM    | + 15' 42"    |
| 57.  | Bartosz Huzarski   | APP    | + 52' 00"    |
| 78.  | Michał Gołaś       | OPQ    | + 1h 23' 03" |
| 123. | Maciej Bodnar      | LIQ    | + 2h 03' 55" |
| 138. | Michał Kwiatkowski | OPQ    | + 2h 25' 35" |

### Etap 17 – 23 maja 2012: Falzes-Pfalzen > Cortina d’ Ampezzo – 187 km
| #    | Zawodnik           | Zespół | Czas       |
| ---- | ------------------ | ------ | ---------- |
| 1.   | Joaquim Rodríguez  | KAT    | 5h 24' 41" |
| 2.   | Ivan Basso         | LIQ    | + 0"       |
| 3.   | Ryder Hesjedal     | GRM    | + 0"       |
|      |                    |        |            |
| 43.  | Sylwester Szmyd    | LIQ    | + 20' 03"  |
| 69.  | Bartosz Huzarski   | APP    | + 26' 35"  |
| 114. | Maciej Bodnar      | LIQ    | + 34' 05"  |
| 115. | Przemysław Niemiec | LAM    | + 34' 05"  |
| 136. | Michał Gołaś       | OPQ    | + 38' 26"  |
| 168. | Michał Kwiatkowski | OPQ    | + 41' 15"  |

| #    | Zawodnik           | Zespół | Czas         |
| ---- | ------------------ | ------ | ------------ |
| 1.   | Joaquim Rodríguez  | KAT    | 74h 46' 46"  |
| 2.   | Ryder Hesjedal     | GRM    | + 30"        |
| 3.   | Ivan Basso         | LIQ    | + 1' 22"     |
|      |                    |        |              |
| 30.  | Sylwester Szmyd    | LIQ    | + 26' 38"    |
| 42.  | Przemysław Niemiec | LAM    | + 49' 47"    |
| 53.  | Bartosz Huzarski   | APP    | + 1h 18' 35" |
| 88.  | Michał Gołaś       | OPQ    | + 2h 01' 29" |
| 119. | Maciej Bodnar      | LIQ    | + 2h 38' 00" |
| 141. | Michał Kwiatkowski | OPQ    | + 3h 06' 50" |

### Etap 18 – 24 maja 2012: San Vito di Cadore > Vedelago – 139 km
| #    | Zawodnik           | Zespół | Czas       |
| ---- | ------------------ | ------ | ---------- |
| 1.   | Andrea Guardini    | FAR    | 3h 00' 52" |
| 2.   | Mark Cavendish     | SKY    | + 0"       |
| 3.   | Roberto Ferrari    | AND    | + 0"       |
|      |                    |        |            |
| 41.  | Maciej Bodnar      | LIQ    | + 0"       |
| 63.  | Michał Gołaś       | OPQ    | + 0"       |
| 111. | Przemysław Niemiec | LAM    | + 0"       |
| 128. | Sylwester Szmyd    | LIQ    | + 0"       |
| 151. | Michał Kwiatkowski | OPQ    | + 0"       |
| 153. | Bartosz Huzarski   | APP    | + 0"       |

| #    | Zawodnik           | Zespół | Czas         |
| ---- | ------------------ | ------ | ------------ |
| 1.   | Joaquim Rodríguez  | KAT    | 77h 47' 38"  |
| 2.   | Ryder Hesjedal     | GRM    | + 30"        |
| 3.   | Ivan Basso         | LIQ    | + 1' 22"     |
|      |                    |        |              |
| 30.  | Sylwester Szmyd    | LIQ    | + 26' 38"    |
| 42.  | Przemysław Niemiec | LAM    | + 49' 47"    |
| 53.  | Bartosz Huzarski   | APP    | + 1h 18' 35" |
| 88.  | Michał Gołaś       | OPQ    | + 2h 01' 29" |
| 119. | Maciej Bodnar      | LIQ    | + 2h 38' 00" |
| 141. | Michał Kwiatkowski | OPQ    | + 3h 06' 50" |

### Etap 19 – 25 maja 2012: Treviso > Alpe di Pampeago – 197 km
| #    | Zawodnik           | Zespół | Czas       |
| ---- | ------------------ | ------ | ---------- |
| 1.   | Roman Kreuziger    | AST    | 6h 18' 03" |
| 2.   | Ryder Hesjedal     | GRM    | + 19"      |
| 3.   | Joaquim Rodríguez  | KAT    | + 32"      |
| 4.   | Michele Scarponi   | LAM    | + 35"      |
| 5.   | Domenico Pozzovivo | COG    | + 43"      |
| 6.   | Ivan Basso         | LIQ    | + 55"      |
| 7.   | Rigoberto Urán     | SKY    | + 57"      |
| 8.   | Mikel Nieve        | EUS    | + 1' 18"   |
| 9.   | Stefano Pirazzi    | COG    | + 1' 22"   |
| 10.  | John Gadret        | ALM    | + 1' 22"   |
|      |                    |        |            |
| 31.  | Przemysław Niemiec | LAM    | + 5' 39"   |
| 40.  | Sylwester Szmyd    | LIQ    | + 10' 18"  |
| 91.  | Michał Gołaś       | OPQ    | + 28' 32"  |
| 129. | Michał Kwiatkowski | OPQ    | + 34' 44"  |
| 142. | Bartosz Huzarski   | APP    | + 40' 42"  |
| 148. | Maciej Bodnar      | LIQ    | + 40' 42"  |

| #    | Zawodnik           | Zespół | Czas         |
| ---- | ------------------ | ------ | ------------ |
| 1.   | Joaquim Rodríguez  | KAT    | 84h 06' 13"  |
| 2.   | Ryder Hesjedal     | GRM    | + 17"        |
| 3.   | Michele Scarponi   | LAM    | + 1' 39"     |
| 4.   | Ivan Basso         | LIQ    | + 1' 45"     |
| 5.   | Rigoberto Urán     | SKY    | + 3' 21"     |
| 6.   | Domenico Pozzovivo | COG    | + 3' 30"     |
| 7.   | John Gadret        | ALM    | + 5' 36"     |
| 8.   | Thomas De Gendt    | VCD    | + 5' 40"     |
| 9.   | Sergio Henao       | SKY    | + 5' 47"     |
| 10.  | Damiano Cunego     | LAM    | + 6' 09"     |
|      |                    |        |              |
| 26.  | Sylwester Szmyd    | LIQ    | + 36' 24"    |
| 38.  | Przemysław Niemiec | LAM    | + 54' 54"    |
| 67.  | Bartosz Huzarski   | APP    | + 1h 59' 10" |
| 88.  | Michał Gołaś       | OPQ    | + 2h 29' 29" |
| 118. | Maciej Bodnar      | LIQ    | + 3h 18' 10" |
| 138. | Michał Kwiatkowski | OPQ    | + 3h 41' 27" |

### Etap 20 – 26 maja 2012: Caldes-Val di Sole > Przełęcz Stelvio – 217 km
| #    | Zawodnik           | Zespół | Czas       |
| ---- | ------------------ | ------ | ---------- |
| 1.   | Thomas De Gendt    | VCD    | 6h 54' 41" |
| 2.   | Damiano Cunego     | LAM    | + 56"      |
| 3.   | Mikel Nieve        | EUS    | + 2' 50"   |
| 4.   | Joaquim Rodríguez  | KAT    | + 3' 22"   |
| 5.   | Michele Scarponi   | LAM    | + 3' 34"   |
| 6.   | Ryder Hesjedal     | GRM    | + 3' 36"   |
| 7.   | John Gadret        | ALM    | + 4' 29"   |
| 8.   | Rigoberto Urán     | SKY    | + 4' 53"   |
| 9.   | Sergio Henao       | SKY    | + 4' 55"   |
| 10.  | Ivan Basso         | LIQ    | + 4' 55"   |
|      |                    |        |            |
| 32.  | Sylwester Szmyd    | LIQ    | + 19' 34"  |
| 74.  | Przemysław Niemiec | LAM    | + 39' 30"  |
| 110. | Bartosz Huzarski   | APP    | + 46' 00"  |
| 122. | Michał Gołaś       | OPQ    | + 46' 00"  |
| 125. | Michał Kwiatkowski | OPQ    | + 46' 00"  |
| 132. | Maciej Bodnar      | LIQ    | + 46' 00"  |

| #    | Zawodnik           | Zespół | Czas         |
| ---- | ------------------ | ------ | ------------ |
| 1.   | Joaquim Rodríguez  | KAT    | 91h 04' 16"  |
| 2.   | Ryder Hesjedal     | GRM    | + 31"        |
| 3.   | Michele Scarponi   | LAM    | + 1' 51"     |
| 4.   | Thomas De Gendt    | VCD    | + 2' 18"     |
| 5.   | Ivan Basso         | LIQ    | + 3' 18"     |
| 6.   | Damiano Cunego     | LAM    | + 3' 43"     |
| 7.   | Rigoberto Urán     | SKY    | + 4' 52"     |
| 8.   | Domenico Pozzovivo | COG    | + 5' 47"     |
| 9.   | Mikel Nieve        | EUS    | + 5' 56"     |
| 10.  | John Gadret        | ALM    | + 6' 43"     |
|      |                    |        |              |
| 28.  | Sylwester Szmyd    | LIQ    | + 52' 36"    |
| 39.  | Przemysław Niemiec | LAM    | + 1h 31' 02" |
| 70.  | Bartosz Huzarski   | APP    | + 2h 41' 48" |
| 93.  | Michał Gołaś       | OPQ    | + 3h 12' 07" |
| 117. | Maciej Bodnar      | LIQ    | + 4h 00' 48" |
| 136. | Michał Kwiatkowski | OPQ    | + 4h 24' 05" |

### Etap 21 – 27 maja 2012: Mediolan – 30 km
| #   | Zawodnik           | Zespół | Czas     |
| --- | ------------------ | ------ | -------- |
| 1.  | Marco Pinotti      | BMC    | 33' 06"  |
| 2.  | Geraint Thomas     | SKY    | + 39"    |
| 3.  | Jesse Sergent      | RNT    | + 53"    |
|     |                    |        |          |
| 8.  | Maciej Bodnar      | LIQ    | + 1' 15" |
| 12. | Michał Kwiatkowski | OPQ    | + 1' 24" |
| 46. | Bartosz Huzarski   | APP    | + 2' 31" |
| 85. | Sylwester Szmyd    | LIQ    | + 3' 32" |
| 91. | Przemysław Niemiec | LAM    | + 3' 39" |
| 93. | Michał Gołaś       | OPQ    | + 3' 45" |

| #    | Zawodnik           | Zespół | Czas         |
| ---- | ------------------ | ------ | ------------ |
| 1.   | Ryder Hesjedal     | GRM    | 91h 39' 02"  |
| 2.   | Joaquim Rodríguez  | KAT    | + 16"        |
| 3.   | Thomas De Gendt    | VCD    | + 1' 39"     |
| 4.   | Michele Scarponi   | LAM    | + 2' 05"     |
| 5.   | Ivan Basso         | LIQ    | + 3' 44"     |
| 6.   | Damiano Cunego     | LAM    | + 4' 40"     |
| 7.   | Rigoberto Urán     | SKY    | + 5' 57"     |
| 8.   | Domenico Pozzovivo | COG    | + 6' 28"     |
| 9.   | Sergio Henao       | SKY    | + 7' 50"     |
| 10.  | Mikel Nieve        | EUS    | + 8' 08"     |
|      |                    |        |              |
| 28.  | Sylwester Szmyd    | LIQ    | + 54' 28"    |
| 39.  | Przemysław Niemiec | LAM    | + 1h 33' 01" |
| 70.  | Bartosz Huzarski   | APP    | + 2h 42' 39" |
| 93.  | Michał Gołaś       | OPQ    | + 3h 14' 12" |
| 117. | Maciej Bodnar      | LIQ    | + 4h 00' 23" |
| 136. | Michał Kwiatkowski | OPQ    | + 4h 23' 49" |

## Posiadacze koszulek po poszczególnych etapach
| Etap                 | Zwycięzca            | Generalna Maglia rosa | Górska Maglia azzurra | Punktowa Maglia rossa | Młodzieżowa Maglia bianca | Trofeo Fast Team    | Trofeo Super Team |
| -------------------- | -------------------- | --------------------- | --------------------- | --------------------- | ------------------------- | ------------------- | ----------------- |
| 1                    | Taylor Phinney       | Taylor Phinney        | –                     | Taylor Phinney        | Taylor Phinney            | Garmin-Barracuda    | Garmin-Barracuda  |
| 2                    | Mark Cavendish       | Taylor Phinney        | Alfredo Balloni       | Mark Cavendish        | Taylor Phinney            | Garmin-Barracuda    | Garmin-Barracuda  |
| 3                    | Matthew Goss         | Taylor Phinney        | Alfredo Balloni       | Matthew Goss          | Taylor Phinney            | Garmin-Barracuda    | Garmin-Barracuda  |
| 4                    | Garmin-Barracuda     | Ramūnas Navardauskas  | Alfredo Balloni       | Matthew Goss          | Ramūnas Navardauskas      | Garmin-Barracuda    | Garmin-Barracuda  |
| 5                    | Mark Cavendish       | Ramūnas Navardauskas  | Alfredo Balloni       | Matthew Goss          | Ramūnas Navardauskas      | Garmin-Barracuda    | Garmin-Barracuda  |
| 6                    | Miguel Ángel Rubiano | Adriano Malori        | Miguel Ángel Rubiano  | Matthew Goss          | Adriano Malori            | Garmin-Barracuda    | Garmin-Barracuda  |
| 7                    | Paolo Tiralongo      | Ryder Hesjedal        | Miguel Ángel Rubiano  | Matthew Goss          | Peter Stetina             | Garmin-Barracuda    | Garmin-Barracuda  |
| 8                    | Domenico Pozzovivo   | Ryder Hesjedal        | Miguel Ángel Rubiano  | Matthew Goss          | Damiano Caruso            | Liquigas-Cannondale | Garmin-Barracuda  |
| 9                    | Francisco Ventoso    | Ryder Hesjedal        | Miguel Ángel Rubiano  | Matthew Goss          | Damiano Caruso            | Liquigas-Cannondale | Garmin-Barracuda  |
| 10                   | Joaquim Rodríguez    | Joaquim Rodríguez     | Miguel Ángel Rubiano  | Matthew Goss          | Damiano Caruso            | Liquigas-Cannondale | Garmin-Barracuda  |
| 11                   | Roberto Ferrari      | Joaquim Rodríguez     | Miguel Ángel Rubiano  | Mark Cavendish        | Damiano Caruso            | Liquigas-Cannondale | Garmin-Barracuda  |
| 12                   | Lars Bak             | Joaquim Rodríguez     | Michał Gołaś          | Mark Cavendish        | Damiano Caruso            | Team Movistar       | Garmin-Barracuda  |
| 13                   | Mark Cavendish       | Joaquim Rodríguez     | Michał Gołaś          | Mark Cavendish        | Damiano Caruso            | Team Movistar       | Garmin-Barracuda  |
| 14                   | Andrey Amador        | Ryder Hesjedal        | Michał Gołaś          | Mark Cavendish        | Rigoberto Urán            | Team Movistar       | Garmin-Barracuda  |
| 15                   | Matteo Rabottini     | Joaquim Rodríguez     | Matteo Rabottini      | Mark Cavendish        | Sergio Henao              | Team Movistar       | Garmin-Barracuda  |
| 16                   | Jon Izagirre         | Joaquim Rodríguez     | Matteo Rabottini      | Mark Cavendish        | Sergio Henao              | Team Movistar       | Garmin-Barracuda  |
| 17                   | Joaquim Rodríguez    | Joaquim Rodríguez     | Matteo Rabottini      | Mark Cavendish        | Rigoberto Urán            | Team Movistar       | Garmin-Barracuda  |
| 18                   | Andrea Guardini      | Joaquim Rodríguez     | Matteo Rabottini      | Mark Cavendish        | Rigoberto Urán            | Team Movistar       | Garmin-Barracuda  |
| 19                   | Roman Kreuziger      | Joaquim Rodríguez     | Matteo Rabottini      | Mark Cavendish        | Rigoberto Urán            | Team Movistar       | Garmin-Barracuda  |
| 20                   | Thomas De Gendt      | Joaquim Rodríguez     | Matteo Rabottini      | Joaquim Rodríguez     | Rigoberto Urán            | Lampre-ISD          | Garmin-Barracuda  |
| 21                   | Marco Pinotti        | Ryder Hesjedal        | Matteo Rabottini      | Joaquim Rodríguez     | Rigoberto Urán            | Lampre-ISD          | Garmin-Barracuda  |
| Klasyfikacja końcowa | Klasyfikacja końcowa | Ryder Hesjedal        | Matteo Rabottini      | Joaquim Rodríguez     | Rigoberto Urán            | Lampre-ISD          | Garmin-Barracuda  |

## Klasyfikacje końcowe
|     | Zawodnik           | Zespół                  | Czas         |
| --- | ------------------ | ----------------------- | ------------ |
| 1   | Ryder Hesjedal     | Garmin-Barracuda        | 91h 39' 02"  |
| 2   | Joaquim Rodríguez  | Team Katusha            | + 16"        |
| 3   | Thomas De Gendt    | Vacansoleil-DCM         | + 1' 39"     |
| 4   | Michele Scarponi   | Lampre-ISD              | + 2' 05"     |
| 5   | Ivan Basso         | Liquigas-Cannondale     | + 3' 44"     |
| 6   | Damiano Cunego     | Lampre-ISD              | + 4' 40"     |
| 7   | Rigoberto Urán     | Sky Procycling          | + 5' 57"     |
| 8   | Domenico Pozzovivo | Colnago-CSF Bardiani    | + 6' 28"     |
| 9   | Sergio Henao       | Sky Procycling          | + 7' 50"     |
| 10  | Mikel Nieve        | Euskaltel-Euskadi       | + 8' 08"     |
|     |                    |                         |              |
| 28  | Sylwester Szmyd    | Liquigas-Cannondale     | + 54' 28"    |
| 39  | Przemysław Niemiec | Lampre-ISD              | + 1h 33' 01" |
| 70  | Bartosz Huzarski   | Team NetApp             | + 2h 42' 39" |
| 93  | Michał Gołaś       | Omega Pharma-Quick Step | + 3h 14' 12" |
| 117 | Maciej Bodnar      | Liquigas-Cannondale     | + 4h 00' 23" |
| 136 | Michał Kwiatkowski | Omega Pharma-Quick Step | + 4h 23' 49" |

|    | Zawodnik           | Zespół                  | Punkty |
| -- | ------------------ | ----------------------- | ------ |
| 1  | Joaquim Rodríguez  | Team Katusha            | 139    |
| 2  | Mark Cavendish     | Sky Procycling          | 138    |
| 3  | Ryder Hesjedal     | Garmin-Barracuda        | 113    |
| 4  | Michele Scarponi   | Lampre-ISD              | 81     |
| 5  | Domenico Pozzovivo | Colnago-CSF Bardiani    | 80     |
| 6  | Thomas De Gendt    | Vacansoleil-DCM         | 76     |
| 7  | Ivan Basso         | Liquigas-Cannondale     | 58     |
| 8  | Alexander Kristoff | Team Katusha            | 58     |
| 9  | Geraint Thomas     | Sky Procycling          | 53     |
| 10 | Andrey Amador      | Movistar Team           | 52     |
|    |                    |                         |        |
| 32 | Michał Gołaś       | Omega Pharma-Quick Step | 29     |
| 35 | Bartosz Huzarski   | Team NetApp             | 28     |
| 74 | Michał Kwiatkowski | Omega Pharma-Quick Step | 10     |
| 77 | Maciej Bodnar      | Liquigas-Cannondale     | 9      |

|    | Zawodnik             | Zespół                    | Punkty |
| -- | -------------------- | ------------------------- | ------ |
| 1  | Matteo Rabottini     | Farnese Vini-Selle Italia | 84     |
| 2  | Stefano Pirazzi      | Colnago-CSF Bardiani      | 44     |
| 3  | Andrey Amador        | Movistar Team             | 43     |
| 4  | Michał Gołaś         | Omega Pharma-Quick Step   | 34     |
| 5  | Domenico Pozzovivo   | Colnago-CSF Bardiani      | 26     |
| 6  | Jan Bárta            | Team NetApp               | 24     |
| 7  | Miguel Ángel Rubiano | Androni Giocattoli        | 24     |
| 8  | Ryder Hesjedal       | Garmin-Barracuda          | 24     |
| 9  | Joaquim Rodríguez    | Team Katusha              | 23     |
| 10 | Thomas De Gendt      | Vacansoleil-DCM           | 21     |
|    |                      |                           |        |
| 48 | Sylwester Szmyd      | Liquigas-Cannondale       | 3      |
| 54 | Bartosz Huzarski     | Team NetApp               | 2      |

|    | Zawodnik           | Zespół                  | Czas         |
| -- | ------------------ | ----------------------- | ------------ |
| 1  | Rigoberto Urán     | Sky Procycling          | 91h 44′ 59″  |
| 2  | Sergio Henao       | Sky Procycling          | + 1' 53″     |
| 3  | Gianluca Brambilla | Colnago-CSF Bardiani    | + 8' 23″     |
| 4  | Diego Ulissi       | Lampre-ISD              | + 31' 20″    |
| 5  | Damiano Caruso     | Liquigas-Cannondale     | + 43' 48″    |
| 6  | Tanel Kangert      | Pro Team Astana         | + 44' 52″    |
| 7  | Peter Stetina      | Garmin-Barracuda        | + 48' 28″    |
| 8  | Tom-Jelte Slagter  | Rabobank Cycling Team   | + 51' 27″    |
| 9  | Stefano Pirazzi    | Colnago-CSF Bardiani    | + 1h 35' 00″ |
| 10 | Jon Izagirre       | Euskaltel-Euskadi       | + 1h 42' 57″ |
|    |                    |                         |              |
| 37 | Michał Kwiatkowski | Omega Pharma-Quick Step | + 4h 17' 52" |

|    | Zespół               | Czas         |
| -- | -------------------- | ------------ |
| 1  | Lampre-ISD           | 274h 19′ 46″ |
| 2  | Movistar Team        | + 10' 53″    |
| 3  | Sky Procycling       | + 37' 07″    |
| 4  | Pro Team Astana      | + 43' 12″    |
| 5  | Garmin-Barracuda     | + 51' 52"    |
| 6  | Liquigas-Cannondale  | + 54' 09″    |
| 7  | Euskaltel-Euskadi    | + 56' 27″    |
| 8  | Colnago-CSF Bardiani | + 1h 10' 25″ |
| 9  | Ag2r-La Mondiale     | + 1h 22' 12″ |
| 10 | Team Katusha         | + 1h 30' 51″ |

|    | Zespół                  | Punkty |
| -- | ----------------------- | ------ |
| 1  | Garmin-Barracuda        | 363    |
| 2  | Sky Procycling          | 345    |
| 3  | Team Katusha            | 301    |
| 4  | Colnago-CSF Bardiani    | 253    |
| 5  | Omega Pharma-Quick Step | 244    |
| 6  | Movistar Team           | 239    |
| 7  | RadioShack-Nissan-Trek  | 234    |
| 8  | Liquigas-Cannondale     | 221    |
| 9  | Orica-GreenEDGE         | 212    |
| 10 | FDJ-BigMat              | 197    |